# Aporcelaimus superbus
Aporcelaimus superbus är en rundmaskart. Aporcelaimus superbus ingår i släktet Aporcelaimus och familjen Dorylaimidae. Inga underarter finns listade i Catalogue of Life.